# Сидорково (Московская область)
Сидорково — деревня в Клинском районе Московской области, в составе Городского поселения Клин. Население — 1 чел. (2010). До 2006 года Сидорково входило в состав Решоткинского сельского округа.

## Расположение
Деревня расположена в центральной части района, примерно в 7 км к юго-западу от города Клин, на безымянном правом притоке Липня (левый приток Сестры), высота центра над уровнем моря 211 м. Ближайшие населённые пункты — Языково в 0,5 км на запад и Матвеево в 1 км на северо-заапад.

## Население
| 2002 | 2006 | 2010 |
| ---- | ---- | ---- |
| 7    | ↘6   | ↘1   |